# العالمي (فلم)
العالمي فيلم مصري عرض في 2009 من إخراج أحمد مدحت وتأليف ياسين كامل.

## قصة الفيلم
تدور أحداث الفيلم حول لاعب كرة قدم يدعى «مالك» وشهرته «لوكا» يهوى لعب كرة القدم، لكنه يواجه اعتراضات من جانب والده، والذي يحاول إقناع إبنه بالعمل معه في المطبعة التي يمتلكها.
وبعد حدوث تغييرات كثيرة على حياة «مالك» يقرر احتراف كرة القدم وينتقل للعب للنادي الأهلي الذي يكون بوابة دخوله لمنتخب مصر، والاحتراف الخارجي إلى نادي فالنسيا، ولكن تنقلب الأمور رأساً على عقب بعد ذلك.
ويحكي الفيلم معاناة لاعبي كرة القدم وحقق الفيلم نجاحاً معقولاً قياساً بأول بطولة ليوسف الشريف.

## طاقم العمل
الممثلون
- يوسف الشريف: مالك
- أروى جودة: إنجي
- صلاح عبد الله: والد مالك
- محمد لطفي: شيكو
- دلال عبد العزيز: والدة مالك
- محمد الشقنقيري: عمر الصافي
- رحمة حسن: ملك
- تميم عبده: يوسف نبيل
- أحمد الحلواني: مدرس بالمدرسة

الكباتن
- أحمد حسن
- إبراهيم سعيد
- أحمد فتحي
- سيد معوض
- أمير عبد الحميد
- محمد أبو العلا
- أحمد السيد
- أحمد ناجي
- أسامة حسني
- هاني العجيزي
- أحمد صديق
- رمزي صالح
- أحمد عادل عبد المنعم
- محمد سمير
- سمير زاهر
- حسن شحاتة
- شوقي غريب
- أحمد الكاس
- علي ماهر
- طارق السعيد
- خالد بيبو
- وائل القباني
- أحمد عادل
- محمود سمير

### الإداريون
- ياسين كامل: مؤلف
- كمال منصور: مخرج منفذ
- بيريهان محفوظ: مشرف على الإتاج
- تامر فتحي: مدير الإنتاج
- محمود مصيلحي: مدير الموقع
- نيهال صدقي: مصمم الملابس
- طارق علوش: المكساج
- عبد العزيز عمارة: مسجل الصوت
- تامر مرتضى: مشرف مؤثرات بصرية
- Aroma: مؤثرات بصرية
- محمد بكير: ألوان
- خالد حماد: الألحان والموسيقى التصويرية
- تامر إسماعيل: مهندس الديكور
- شريف عزت: مونتير
- الشركة العربية للإنتاج والتوزيع السينمائي العربية للسينما: موزع
- روتانا ستوديوز: التوزيع الخارجي
- أحمد بدوي: منتج فني
- أحمد جبر: مدير التصوير
- أحمد مدحت: مخرج
- كريم الميهي: مخرج سكريبت
- كريوس وديع: مخرج مساعد
- سمير عشرة: سكريبت ملابس
- محمد حفظي: منتج
- ممدوح سبع: منتج
- خالد ادم: مساعد منتج
- مروة محمود: مساعد منتج
- علي المالح: مساعد منتج
- محمد الشحات: مساعد منتج
- فيلم كلينيك: مساعد منتج
- رفعت عبد الحكيم: منفذ ملابس
- يوسف صلاح: مدير علاقات عامة
- عمرو سلامة: مصمم أعلان

## روابط خارجية
- العالمي على موقع الدهليز
- العالمي على موقع قاعدة بيانات الأفلام العربية